# Множественный коэффициент корреляции
Мно́жественный коэффицие́нт корреля́ции — характеризует тесноту линейной корреляционной связи между одной случайной величиной и некоторым множеством случайных величин. Более точно, если (ξ1,ξ2,...,ξk) - случайный вектор из Rk, тогда коэффициент множественной корреляции {\displaystyle \rho _{\xi _{1}\bullet \xi _{2},\ldots ,\xi _{k}}} между ξ1 и ξ2,...,ξk численно равен коэффициенту парной линейной корреляции между величиной ξ1 и её наилучшей линейной аппроксимацией {\displaystyle M(\xi _{1}|\xi _{2},\ldots ,\xi _{k})} по переменным ξ2...,ξk, которая представляет собой линейную регрессию ξ1 на ξ2,...,ξk. 

## Свойства
Множественный коэффициент корреляции обладает тем свойством, что при условии 
{\displaystyle M\xi _{1}=M\xi _{2}=\ldots =M\xi _{k}=0} когда {\displaystyle \xi _{1}^{*}=\beta _{2}\xi _{2}+\beta _{3}\xi _{3}+\cdots +\beta _{k}\xi _{k}} - это регрессия ξ1 на ξ2,...,ξk, 
среди всех линейных комбинаций переменных ξ2,...,ξk переменная ξ1 будет иметь максимальный коэффициент корреляции с ξ1*, совпадающий с {\displaystyle \rho _{\xi _{1}\bullet \xi _{2},\ldots ,\xi _{k}}}. В этом смысле множественный коэффициент корреляции является частным случаем канонического коэффициента корреляции. При k = 2 множественный коэффициент корреляции по абсолютной величине совпадает с коэффициентом парной линейной корреляции ρ12 между ξ1 и ξ2. 

## Вычисление
Множественный коэффициент корреляции вычисляется с помощью корреляционной матрицы {\displaystyle \mathbf {R} =\left\{\rho _{i,j}\right\},i,j=1,\ldots ,k} по формуле 
{\displaystyle \rho _{\xi _{1}\bullet \xi _{2},\ldots ,\xi _{k}}^{2}=1-{\frac {\left\vert R\right\vert }{R_{11}}}},
где {\displaystyle \left\vert R\right\vert } - это определитель корреляционной матрицы, а {\displaystyle R_{11}} - это алгебраическое дополнение элемента ρ11 = 1; здесь {\displaystyle 0\leqslant \rho _{\xi _{1}\bullet \xi _{2},\ldots ,\xi _{k}}\leqslant 1}. Если {\displaystyle \rho _{\xi _{1}\bullet \xi _{2},\ldots ,\xi _{k}}=1}, тогда с вероятностью 1 значения ξ1 совпадают с линейной комбинацией ξ2,...,ξk, следовательно, совместное распределение ξ1,ξ2,...,ξk лежит на гиперплоскости в пространстве Rk. С другой стороны, при {\displaystyle \rho _{\xi _{1}\bullet \xi _{2},\ldots ,\xi _{k}}=0} все парные коэффициенты корреляции ρ12 = ρ13 = ... = ρ1k = 0 равны нулю, следовательно, значения ξ1 не коррелируют с величинами ξ2,...,ξk. Верно и обратное утверждение.  
Множественный коэффициент корреляции можно также вычислить по формуле 
{\displaystyle \rho _{\xi _{1}\bullet \xi _{2},\ldots ,\xi _{k}}^{2}=1-{\frac {\sigma _{\xi _{1}\bullet \xi _{2},\ldots ,\xi _{k}}^{2}}{\sigma _{1}^{2}}}}, 
где {\displaystyle \sigma _{1}^{2}} - это дисперсия ξ1, а {\displaystyle \sigma _{\xi _{1}\bullet \xi _{2},\ldots ,\xi _{k}}^{2}=M(\xi _{1}-(\beta _{2}\xi _{2}+\beta _{3}\xi _{3}+\cdots +\beta _{k}\xi _{k}))^{2}} - дисперсия ξ1 относительно регрессии.

## Выборочный множественный коэффициент корреляции
Выборочным аналогом множественного коэффициента корреляции служит величина {\displaystyle r_{1\bullet 2,\ldots ,k}={\sqrt {1-{\frac {s_{1\bullet 2,\ldots ,k}^{2}}{s_{1}^{2}}}}}}, где {\displaystyle s_{1\bullet 2,\ldots ,k}^{2}} и {\displaystyle s_{1}^{2}} - это оценки для {\displaystyle \sigma _{\xi _{1}\bullet \xi _{2},\ldots ,\xi _{k}}^{2}} и {\displaystyle \sigma _{1}^{2}}, полученные по выборке объема n. Для проверки нуль-гипотезы об отсутствии взаимосвязи используется распределение статистики {\displaystyle r_{1\bullet 2,\ldots ,k}}. При условии, что выборка взята из многомерного нормального распределения, величина {\displaystyle r_{1\bullet 2,\ldots ,k}^{2}} будет обладать бета-распределением с параметрами {\displaystyle {\frac {k-1}{2}},{\frac {n-k}{2}}}, если {\displaystyle \rho _{\xi _{1}\bullet \xi _{2},\ldots ,\xi _{k}}=0}. Для случая {\displaystyle \rho _{\xi _{1}\bullet \xi _{2},\ldots ,\xi _{k}}\neq 0} тип распределения {\displaystyle r_{1\bullet 2,\ldots ,k}^{2}} известен, но практически не используется ввиду его громоздкости.